# Fiesta del Olivo
La Fiesta del Olivo se celebra cada año desde 1957 en la localidad de Mora, en la provincia de Toledo, comunidad autónoma de Castilla-La Mancha, España.
Es una fiesta declarada de Interés Turístico Nacional y conocida por conjugar tradiciones y momentos de ocio.
Sus orígenes datan de la fiesta que antiguamente realizaban las cuadrillas al terminar la recogida de la aceituna, engalanando carros y cantando jotas, baile típico de la zona.  
La fiesta se celebra el último fin de semana del mes de abril y sus días claves son el fin de semana en sí y el lunes siguiente.
El centro de la celebración es el domingo, cuando se celebra el tradicional desfile donde las diferentes peñas sacan a la calle sus carrozas (realizadas en los meses anteriores) que evocan edificios antiguos, escenas cotidianas, objetos antiguos y otros motivos tradicionales en los carros tirados por burros y alguna comparsa invitada.
El encanto de la fiesta radica no solo en el desfile, sino en todo el recorrido donde miles de personas ataviadas con la blusa típica y con numerosas viandas y una bota de vino, comparten ese momento con todos los que acuden a la localidad en un clima festivo y de celebración especial.
Además del desfile, la fiesta tiene otras actividades, como los certámenes literario, de pintura, de poesía y de periodismo, las exposiciones relacionadas con el aceite y maquinaria agrícola, y los concursos de poda de olivo, de elaboración de migas y de lanzamiento de huesos de aceituna (concurso de lanzamiento de chochos).